# Instalaciones de segunda y tercera clase del RMS Titanic

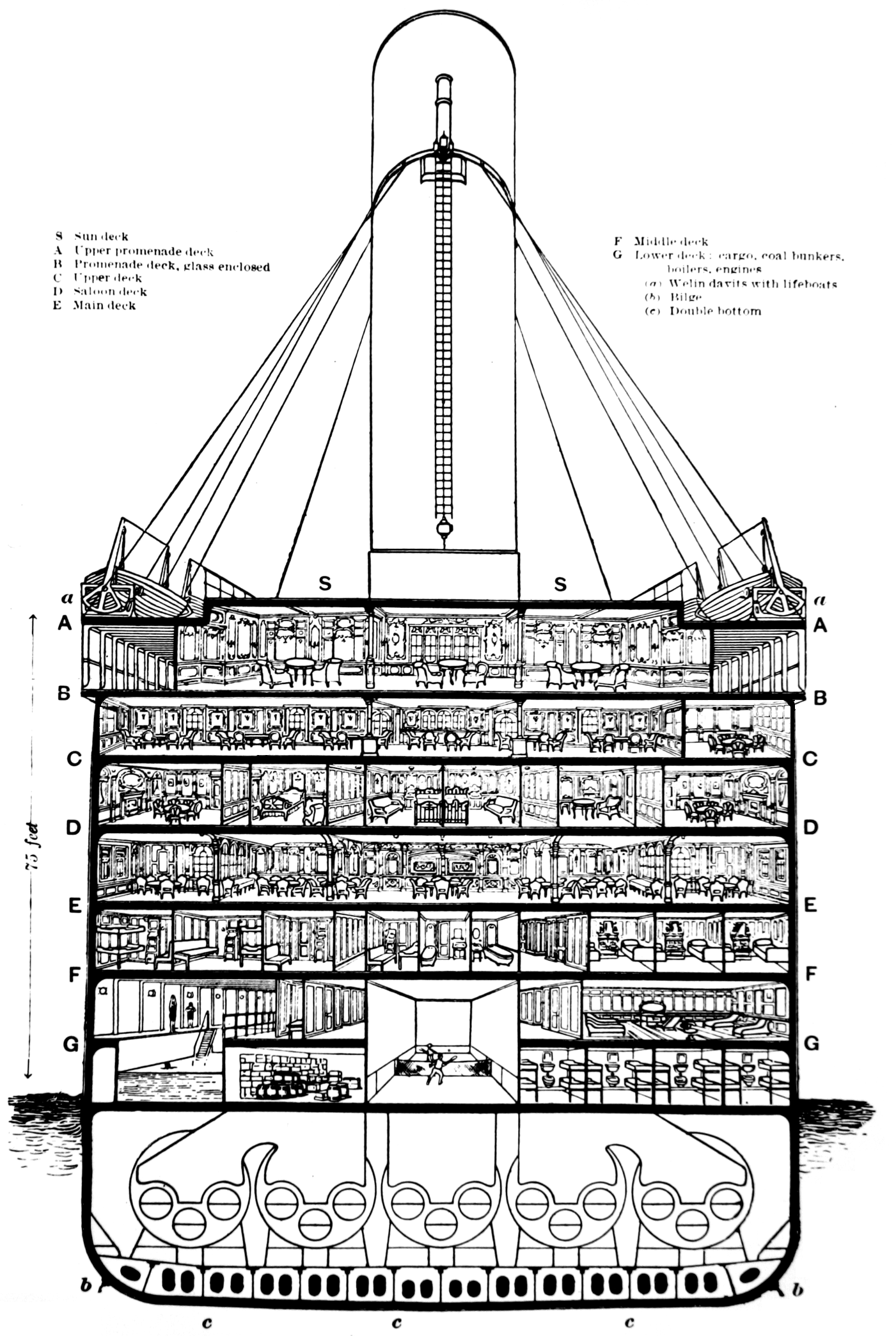
Sección del centro del barco, en la que se pueden ver todas sus cubiertas.

Las instalaciones de segunda clase a bordo del RMS Titanic, el famoso transatlántico que se hundió el 15 de abril de 1912, eran bastante espaciosas en comparación con las instalaciones para esta clase de pasajeros en otros transatlánticos del momento. Además, destacaban por tener un diseño y decoración similar a las instalaciones de primera clase de otros buques de la época. A pesar de que los camarotes y estancias ocupaban una proporción mucho más pequeña de espacio general del barco que las lujosas instalaciones de primera clase, las instalaciones de segunda eran bastante cómodas y presentaban un completo equipamiento, tales como amplias zonas públicas y la disponibilidad de un ascensor para el disfrute de los pasajeros.
Cabe comentar que en su trágico viaje inaugural, las instalaciones de segunda clase del Titanic no fueron ocupadas en su totalidad, ya que en el barco viajaban solamente 284 pasajeros de esta clase, en contraste con el máximo de 410 pasajeros que podía acomodar el transatlántico, con lo que los pasajeros pudieron disfrutar de un mayor espacio para el disfrute total de las estancias.
En cuanto a las instalaciones para la tercera clase, estas también eran extraordinariamente cómodas para los estándares de aquellos tiempos.  Entre las novedades que proporcionaba, era la disponibilidad para estos pasajeros de un comedor que, tres veces al día, les proporcionaba comidas sencillas, pero abundantes, lo cual había sido considerado algo innovador, ya que para esa época, en la mayoría de los transatlánticos no disponían de comedores, con lo que sus pasajeros de tercera clase se veían obligados a traer sus propias provisiones de alimentos para el viaje.

## Segunda clase

### Alojamiento

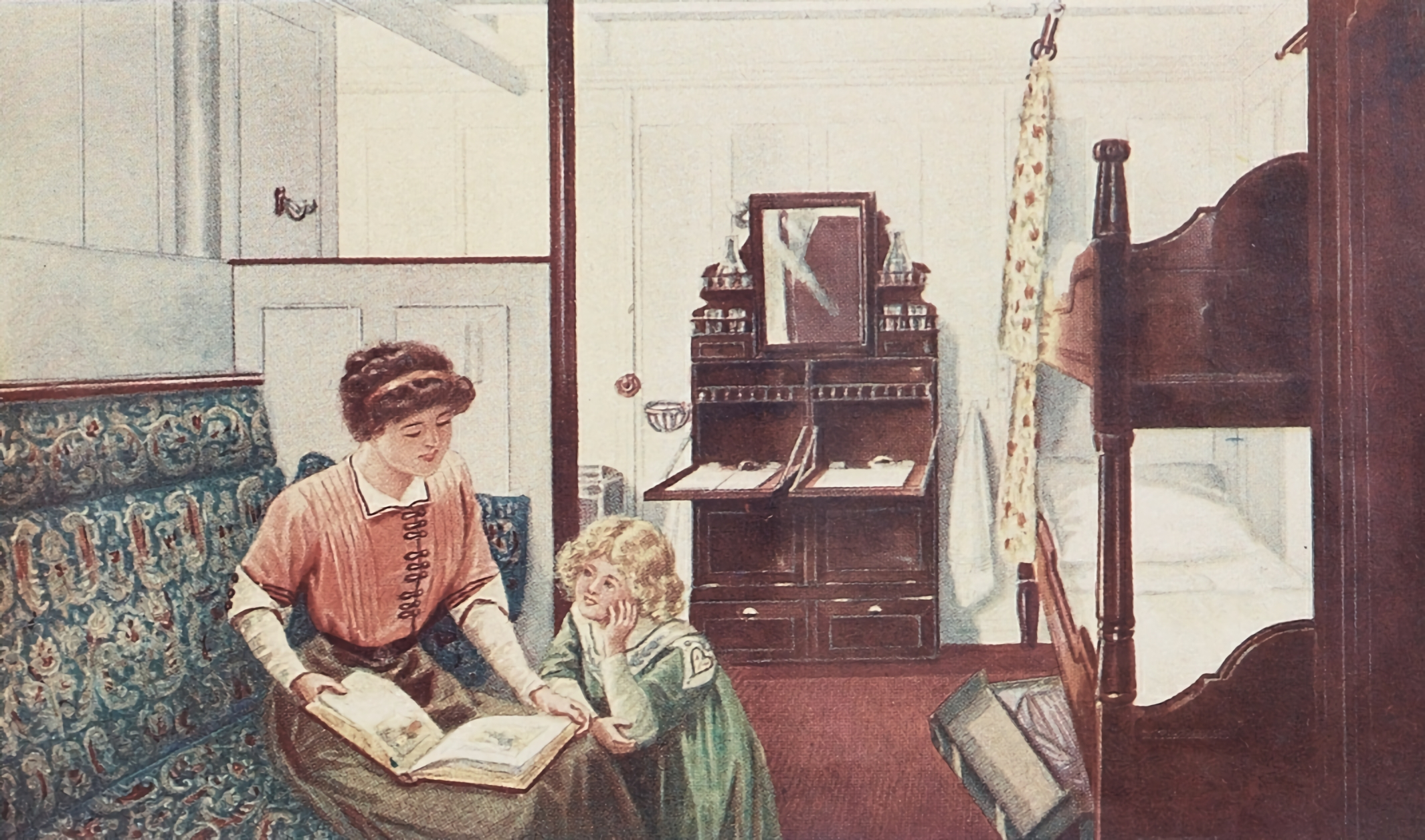
Ilustración de un camarote de segunda clase a bordo de los buques de la, c. 1910.

La mayor parte de los camarotes de pasajeros de segunda clase se ubicaron en la parte trasera del barco, entre las cubiertas D y F. La mayoría de los camarotes de la cubierta E fueron designados para la segunda clase.
Visualmente, y en cuanto a conveniencia, estos camarotes diferían en algunos aspectos respecto a un camarote estándar de primera clase. 
Un gran ejemplo que desvela e indica la gran similitud de estas habitaciones era que, en la cubierta E, varios de estos camarotes funcionaban como alternativa para los pasajeros de primera clase, lo que significa que normalmente, estos camarotes estaban reservados para alojar pasajeros de segunda clase, pero se otorgaba prioridad para pasajeros de primera cuando había una gran demanda.
Estos camarotes presentaban comodidades bastante similares a las que se proporcionaban para la primera clase.
Decorados con paneles de roble pintados en color blanco, suelos de linóleo, y mobiliario de caoba que normalmente constaban de un sofá de gran tamaño, armarios, y un tocador con lavabo, equipado con espejo y estanterías de almacenamiento. Todos los grifos estuvieron conectados a los enormes tanques de agua dulce, ubicados en las profundidades del barco y muchas habitaciones contaban con lavabos "plegables", que podían guardarse en el gabinete del tocador para ahorrar espacio.
La segunda clase disponía de camarotes compartidos, de forma similar que en la tercera clase; y estos estaban segregados por sexo, de tal forma que las mujeres u hombres solteros, a menudo, compartían un único camarote.
Una gran diferencia con respecto a la primera clase era que en segunda clase no se disponía de baños privados en los camarotes. Todos los baños de esta clase eran compartidos. Los lavabos y baños comunitarios estaban separados por las escaleras de segunda clase y divididos por sexos.

### Instalaciones comunes

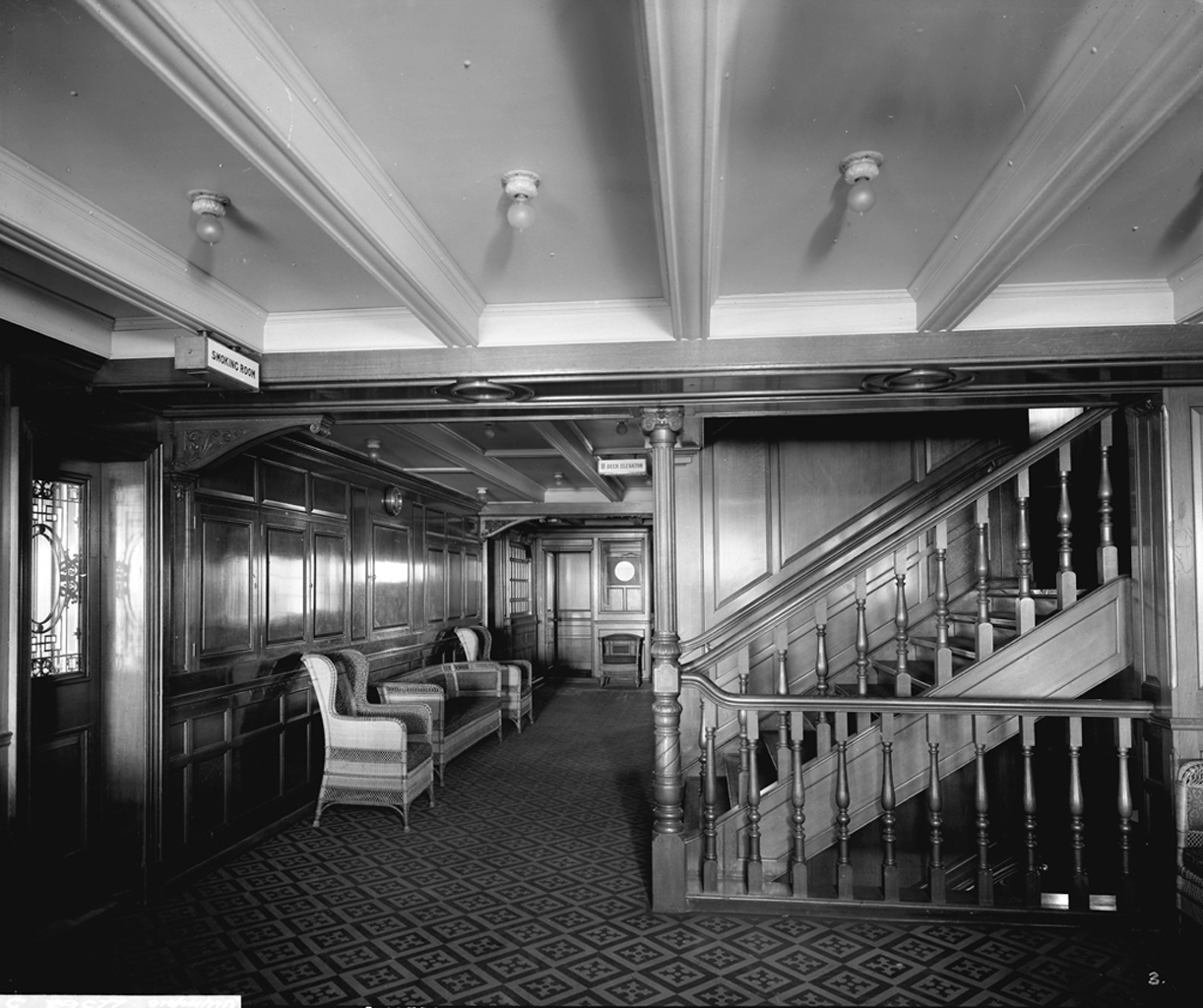
Entrada y escalera delantera de segunda clase a bordo del Olympic. Afín a la del Titanic.
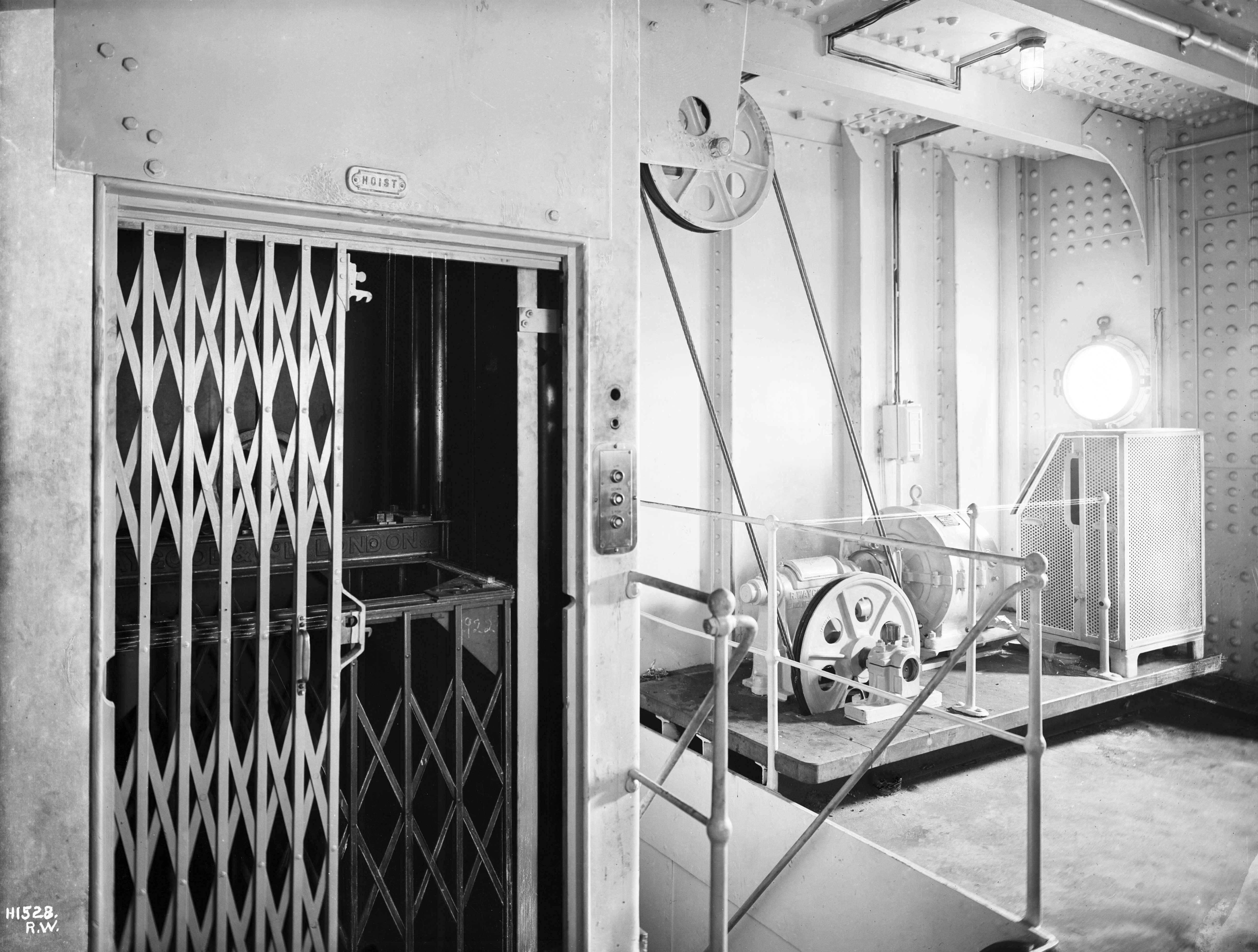
Fotografía de la sala de máquinas del único ascensor disponible para la segunda clase.
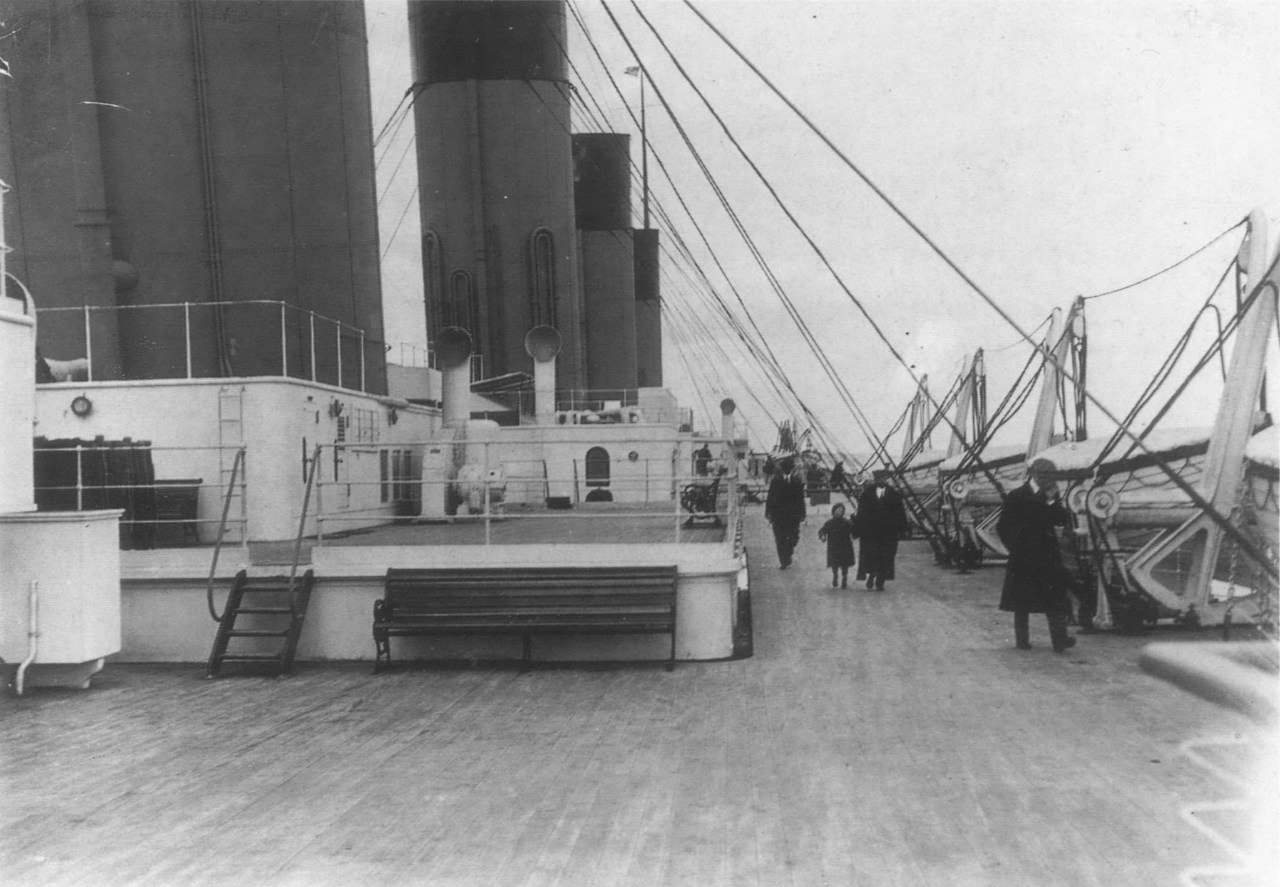
Zona de paseo para los pasajeros de segunda clase vista desde el lado de estribor de la cubierta de botes del Titanic.
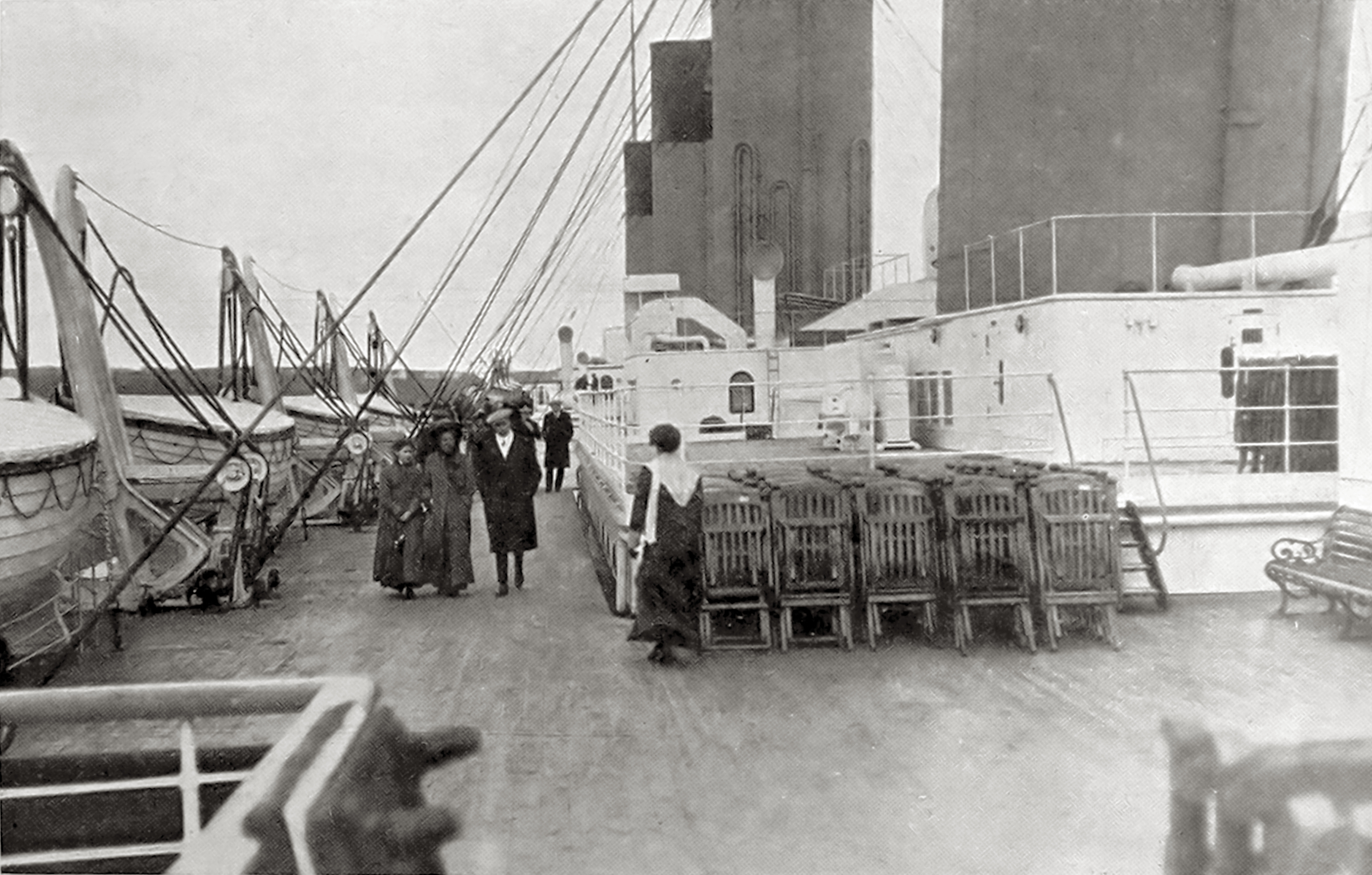
Área de paseo de segunda clase del lado de babor de la cubierta de botes del Titanic.

La segunda clase ofrecía a sus pasajeros una amplia biblioteca, que hacía la función de salón principal, una sala de fumadores, áreas de paseo al aire libre y un comedor de dimensiones casi idénticas al que disponen los pasajeros de primera clase.
También, los pasajeros contaban con una peluquería en la escalera principal de la cubierta E y una oficina de información y comisario de a bordo, donde los pasajeros podían guardar sus objetos de valor y enviar telegramas. 
Al igual que en primera clase, los pasajeros de segunda clase contaban con dos escaleras: la principal, ubicada al final de la cubierta de botes, recorría seis niveles, desde la cubierta de botes hasta la cubierta F. Además, esta escalera contaba con un ascensor, el primero en aparecer en las instalaciones de segunda clase a bordo de un transatlántico. 
La escalera trasera recorría cuatro niveles, entre las cubiertas F y B, y accedía directamente a la biblioteca y al salón de fumadores. 
Ambas escaleras estaban decoradas en un diseño más sencillo y modesto en contraste con las escalinatas de primera clase. 
Contaban con balaustradas hechas completamente en madera de roble, con suelos de linóleo estampado en blanco y rojo.

#### Cubiertas de paseo
Había tres zonas de paseo al aire libre separadas para segunda clase. El principal era un tramo de 145 pies de largo en el extremo de popa de la cubierta de botes, que abarcaba el techo elevado de la sala de fumadores de primera clase. Se instaló una caseta que funcionaba como entrada de segunda clase, desde donde se llegaba al ascensor y la escalera principal. Había bancos de hierro forjado con listones de madera instalados a lo largo de esta cubierta y las tumbonas de teca se podían alquilar por un precio de tres chelines por persona.
Los dos paseos restantes estaban ubicados en las cubiertas B y C, rodeando la sala de fumadores y la biblioteca. 
El nivel de la cubierta C tenía 25,6 metros de largo y estaba cubierto por un marco de acero con ventanas. Generalmente, este nivel era utilizado como área de juegos para los niños de segunda clase.

#### Biblioteca / Salón general

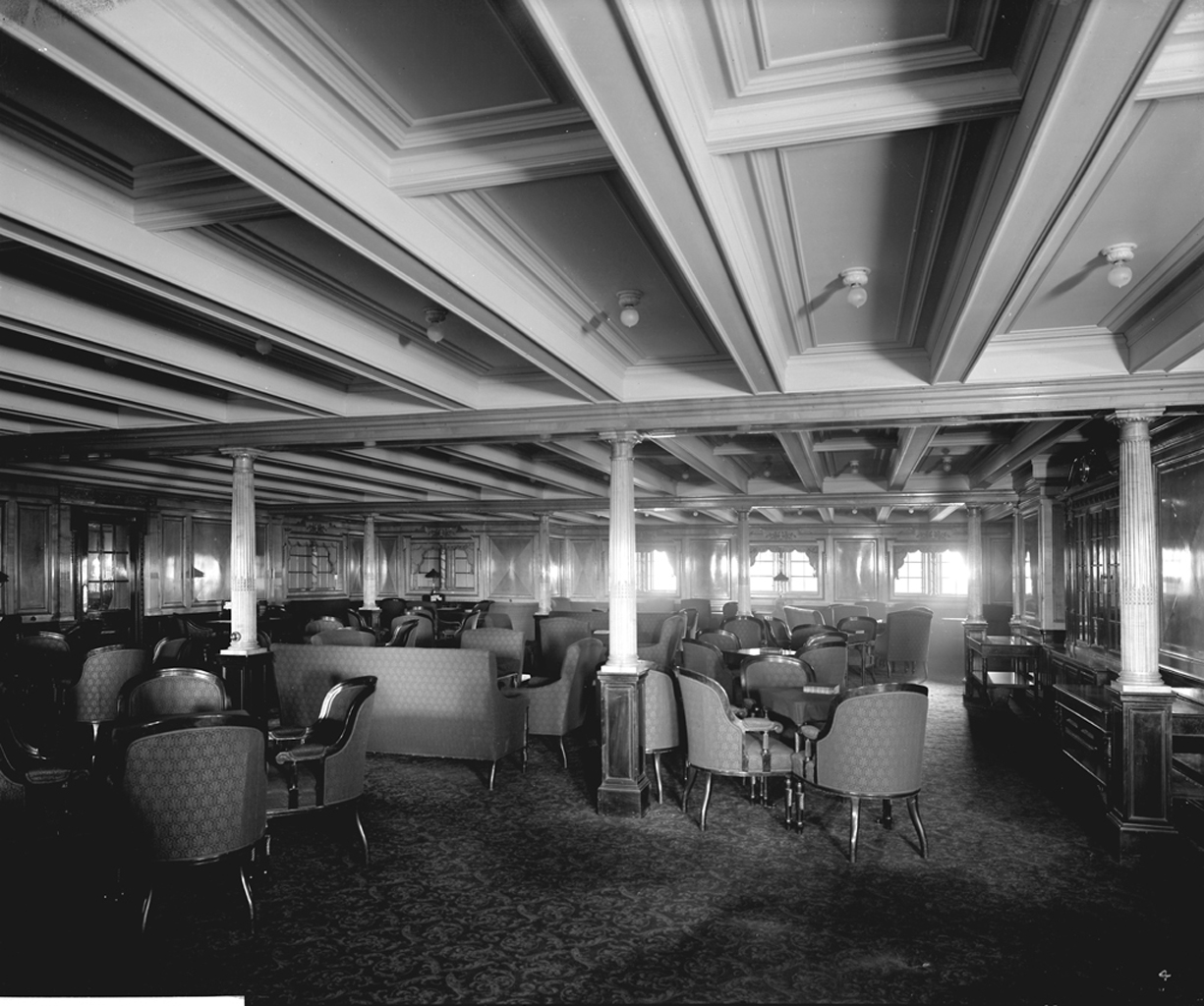
Biblioteca / sala de estar de segunda clase del, homóloga a la del.

La biblioteca se encontraba en la cubierta C del Titanic, concretamente, en el extremo de popa de la superestructura del barco.

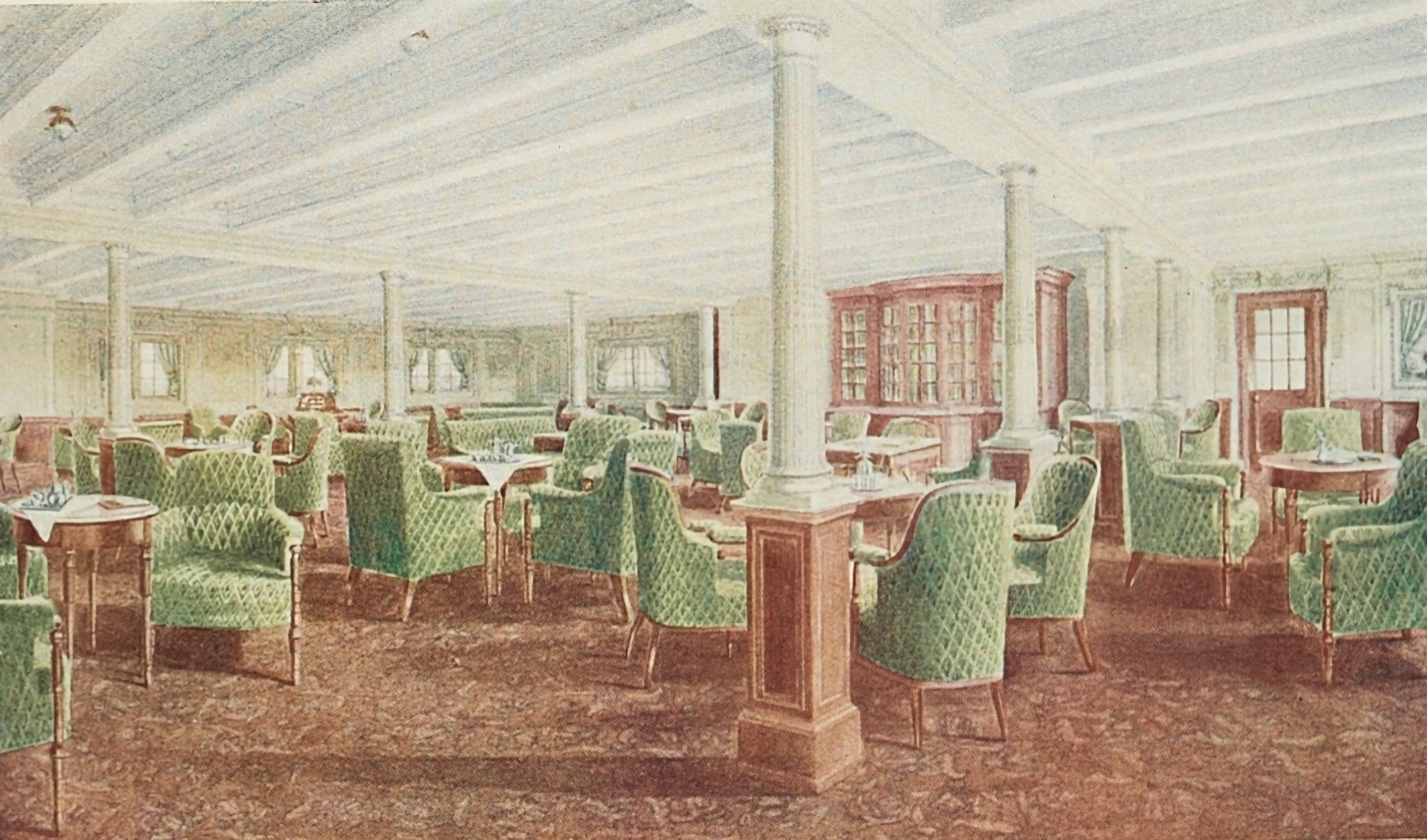
Ilustración creada por White Star Line para anunciar las instalaciones de segunda clase a bordo de los nuevos vapores más grandes del mundo: Olympic y Titanic. Esta postal muestra la biblioteca de segunda clase a bordo de los transatlánticos.

Esta habitación contaba con vistas a la cubierta de paseo de este nivel, así la presencia de ventanas que otorgaban vistas hacia el castillo de popa. 
Decorada al estilo Adam, estaba revestida con paneles de madera de sicomoro claro y de caoba oscura, con lo que presentaba un gran contraste. Había columnas de madera pintadas de blanco en toda la habitación, que sostenían un techo artesonado de yeso. 
Sillas y mesas de caoba amueblaban la sala, con escritorios situados junto a las ventanas de la habitación, equipadas con lámparas para leer. La sala estaba equipada con una gran librería que funcionaba como biblioteca, donde los pasajeros podían alquilar libros durante el viaje.
Debido a que en segunda clase no se contaba con salón general y sala de lectura y correspondencia propiamente dichas, la biblioteca fue diseñada para combinar también las funciones de salón principal y sala de lectura y correspondencia.

#### Sala de fumadores

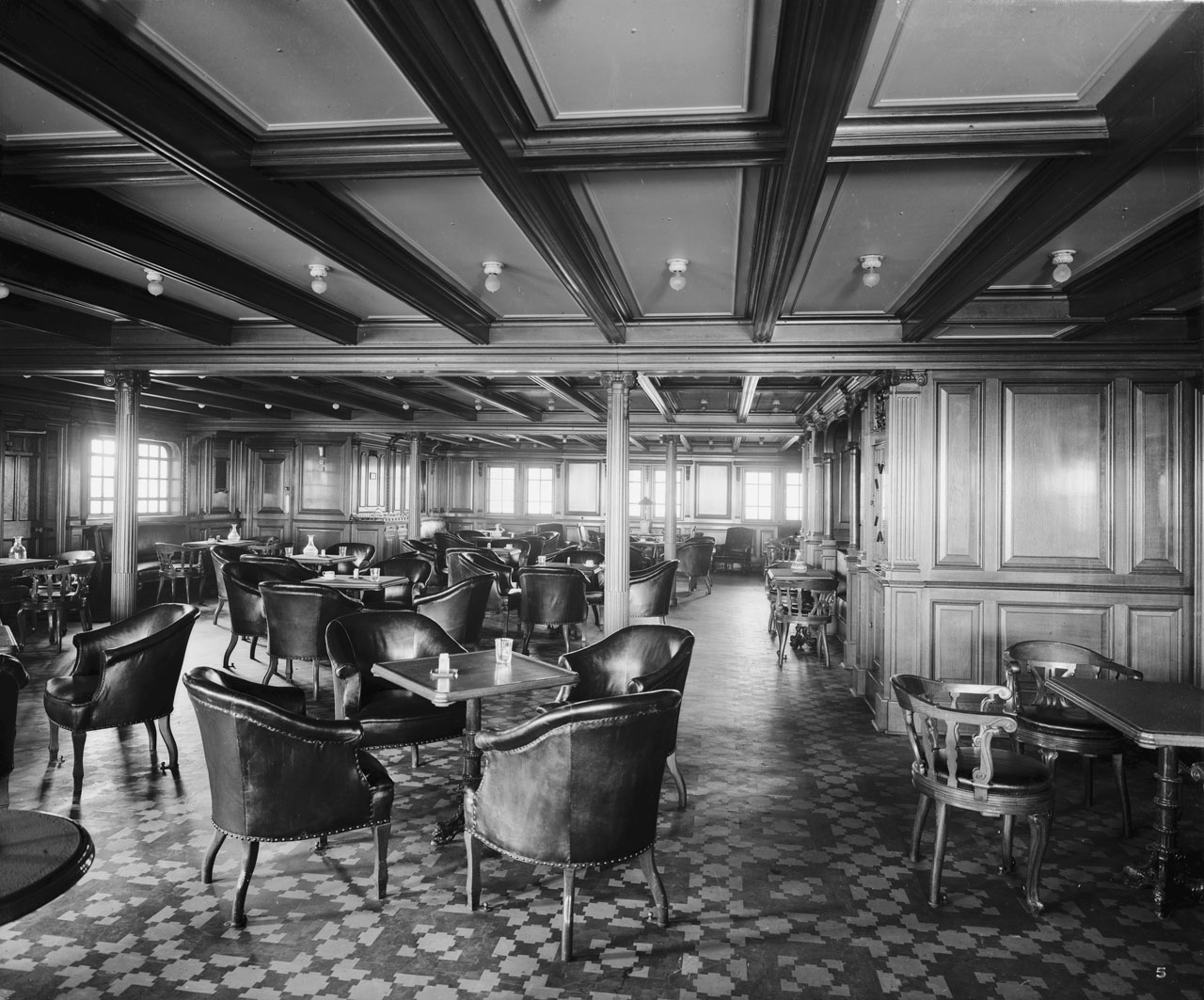
Sala de fumadores de segunda clase a bordo del Olympic. En el Titanic, su diseño era muy similar.

La sala de fumadores de segunda clase, al igual que sucedía con su homóloga de primera clase, estaba destinada exclusivamente para el uso de los caballeros.
Estaba localizada en la cubierta B, teniendo a la biblioteca en el nivel inferior. La decoración de este salón estaba inspirada en el estilo Luis XVI, con las paredes revestidas con un panelado de madera de roble en color natural, y que contaba con un suelo revestido con baldosas de linóleo blanco decoradas con un estampado bicolor en colores negro y verde.
El salón fue amueblado con sillas de madera de roble tapizadas en tafilete marroquí en color verde, rodeadas de mesas cuadradas para jugar a las cartas.
La sala contaba con una zona de barra contigua para que los mayordomos suministraran bebidas y puros a los pasajeros. Un baño contiguo se encontraba también disponible para los presentes en el salón.

#### Salón comedor

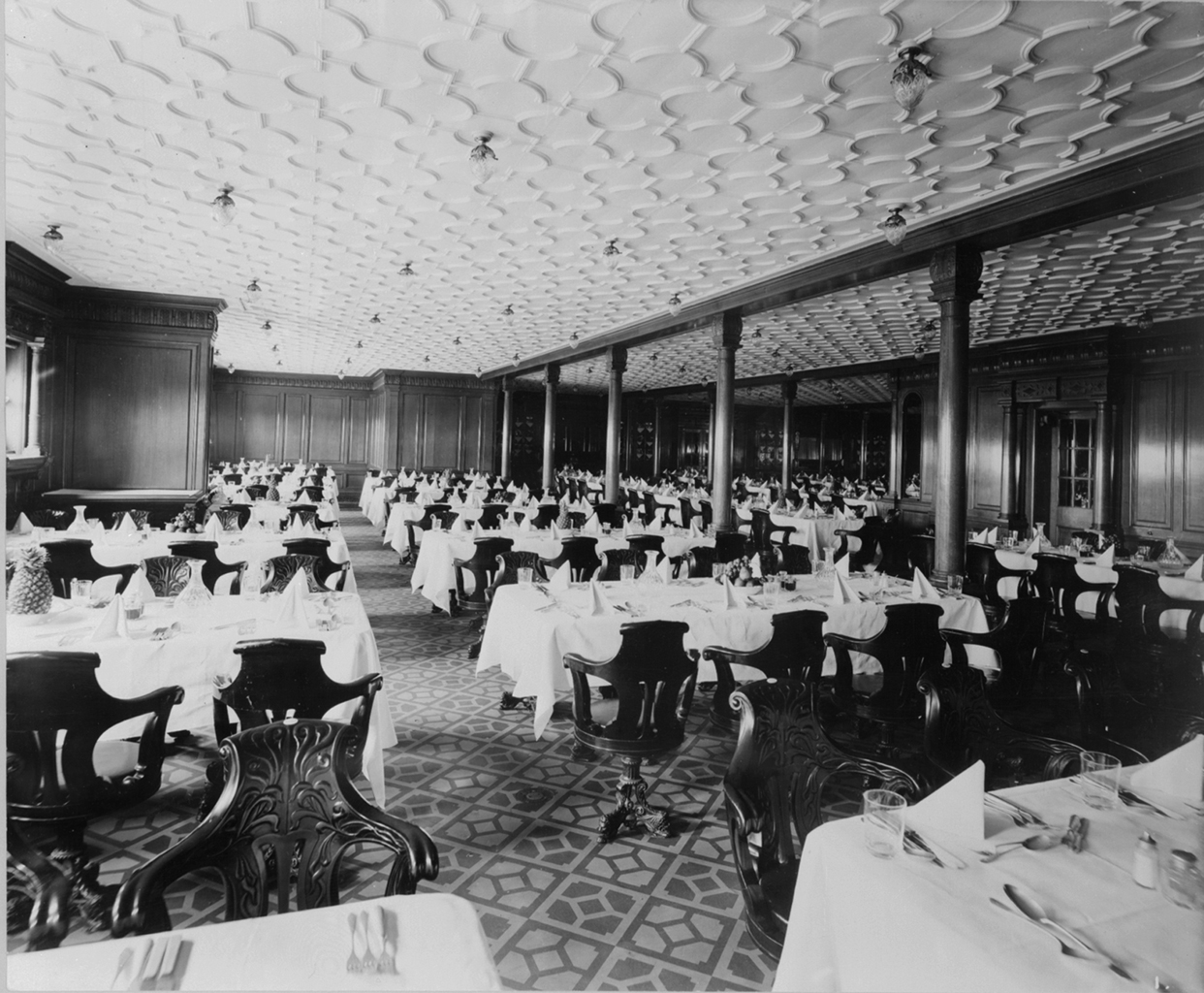
Salón comedor de segunda clase a bordo del Olympic, equivalente al del Titanic.

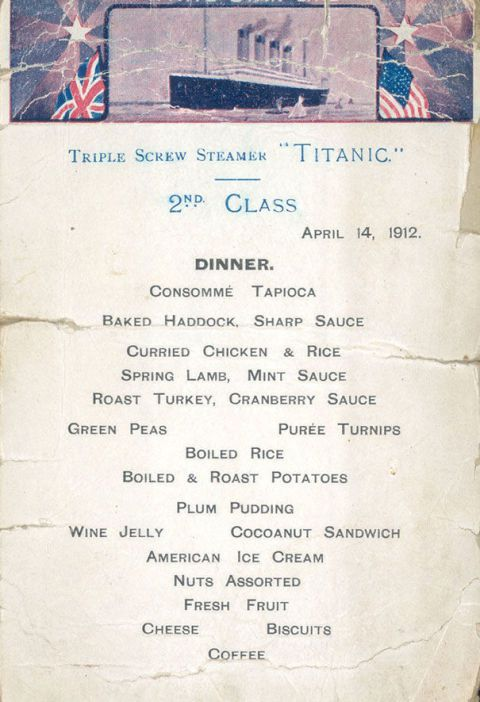
Menú de segunda clase para la cena del 14 de abril de 1912.

El salón comedor de segunda clase estaba ubicado hacia la sección de popa, concretamente en la cubierta D, y compartía la misma cocina que su homólogo de primera clase, el cual duplicaba el tamaño del comedor de segunda.  
No obstante, este comedor era de grandes dimensiones, pues, con su longitud de 21,3 metros de largo, podía acomodar a un máximo de 394 comensales. Con la entrada de luz natural a través de los ojos de buey, la habitación estaba revestida con paneles de roble en color natural, y con un suelo revestido con baldosas de linóleo. 
El mobiliario estaba distribuido en filas paralelas de mesas de comedor largas y rectangulares (en contraste con los acogedores grupos de asientos del comedor de primera clase), y sillas giratorias de caoba tapizadas en cuero rojo, las cuales estaban fijadas al suelo (lo cual era una característica común de las habitaciones de primera clase a bordo de otros barcos).
En el menú de segunda clase se servía copos de avena, panqueques con jarabe de arce, salchichas, riñones de buey a la plancha, jamón a la parrilla con huevos fritos, patatas fritas, té y café para desayunar; y consomé, pollo al curri, cordero con salsa de menta, pavo con salsa de arándanos, arroz blanco, fruta, helado, queso y galletas para cenar.

#### Barbería / Tienda de souvenirs

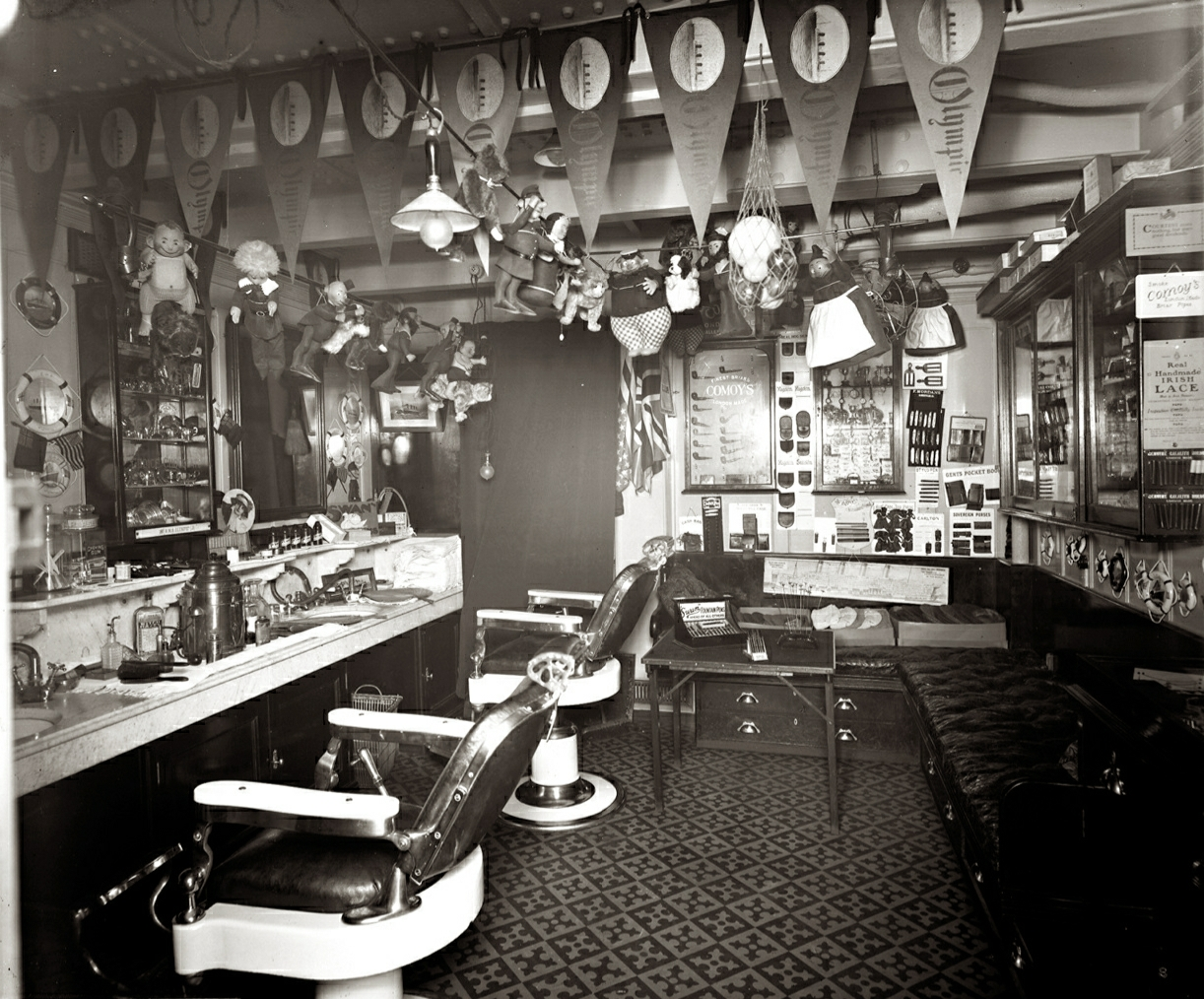
Barbería y tienda de souvenirs de segunda clase del Olympic, casi idéntica a la del Titanic.

Al igual que sucedía con la peluquería de primera clase, los hombres de segunda clase contaban con una barbería en la cubierta E, accesible por las escaleras de segunda clase, en donde podían afeitarse y cortarse el cabello. La peluquería estaba dirigida por Herbert Klein (el cual no sobrevivió al naufragio), y de la misma forma que sucedía con la barbería de primera clase, también acogía la función de tienda de souvenirs, en donde se proporcionaba toda clase de artículos de recuerdos y regalos para los pasajeros, así como también ofrecía postales con la fotografía del transatlántico para escribir y enviar mensajes por correo.

### Condición en el pecio
Ninguna de las áreas públicas de segunda clase del Titanic sobrevive de manera reconocible y en buenas condiciones.
Esto se debe a que estas instalaciones estaban ubicadas en la sección de popa del transatlántico, cuyas cubiertas se han derrumbado unas sobre otras. La estructura de acero de la cubierta C que alguna vez contuvo la escalera y la biblioteca de segunda clase son perceptibles, junto con el área del paseo.

## Tercera clase

### Alojamiento

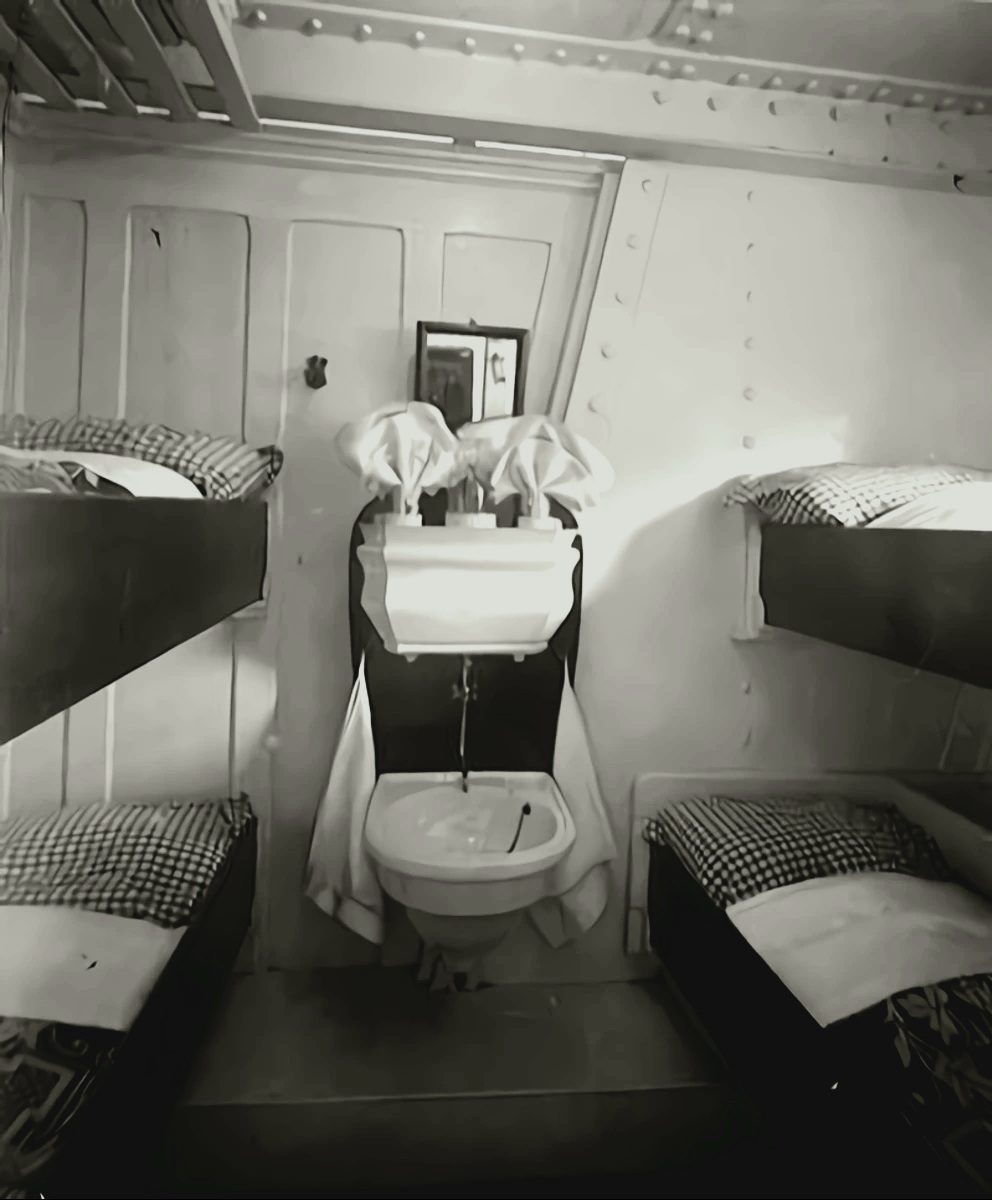
Fotografía de una cabina simple de tercera clase a bordo del Olympic, muy semejante en diseño a las del Titanic.

Las estancias destinadas para los pasajeros de tercera clase a bordo del Titanic y de sus buques hermanos era notablemente más cómodas que las que ofrecían muchos de sus rivales, aunque a la tercera clase le era concedida la menor proporción de espacio a bordo y solamente las instalaciones básicas para la sociedad de la época. La White Star Line se había ganado la reputación de proporcionar un servicio notablemente bueno en la tercera clase, que en ese momento se estaba convirtiendo en un negocio bastante rentable para las compañías navieras.
Los pasajeros eran distribuidos en cabinas privadas con capacidad máxima para 10 personas.
Había 84 cabinas de dos literas para alojar a los pasajeros, y en total se podían acomodar 1.100 inmigrantes en todos los camarotes de tercera clase.

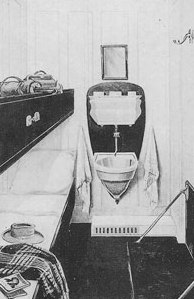
Ilustración de una típica cabina de tercera clase en el Titanic.

Las cabinas de tercera clase estaba ubicadas en las áreas menos deseables del navío, donde los pasajeros estaban sujetos al ruido y las vibraciones de los motores de la sala de máquinas (ubicada en las cubiertas inferiores).
Los hombres solteros eran alojados en los camarotes de la sección de proa, mientras que las mujeres solteras y las familias se alojaban en la sección de popa. Las familias ocupaban las cabinas más grandes. 
Los camarotes eran bastante espaciosos para los estándares de la época, aunque algunos de forma irregular para adaptarse a las curvaturas de las secciones de proa y popa. Estaban revestidos con paneles de pino blanco con suelos de linóleo de color rosa salmón, amueblados con lavabos empotrados a la pared, colchones y ropa de cama con el emblema de la White Star estampado en los tejidos. 
Todos los camarotes presentaban estas comodidades de forma predeterminada, a única excepción de los camarotes ocupados por los hombres solteros, a los cuales solo se les proporcionaba colchones rellenos de heno y una manta). A diferencia de la primera y la segunda clase, en tercera solo había dos baños para atender a los más de 700 pasajeros que viajaban a bordo.

### Áreas comunes

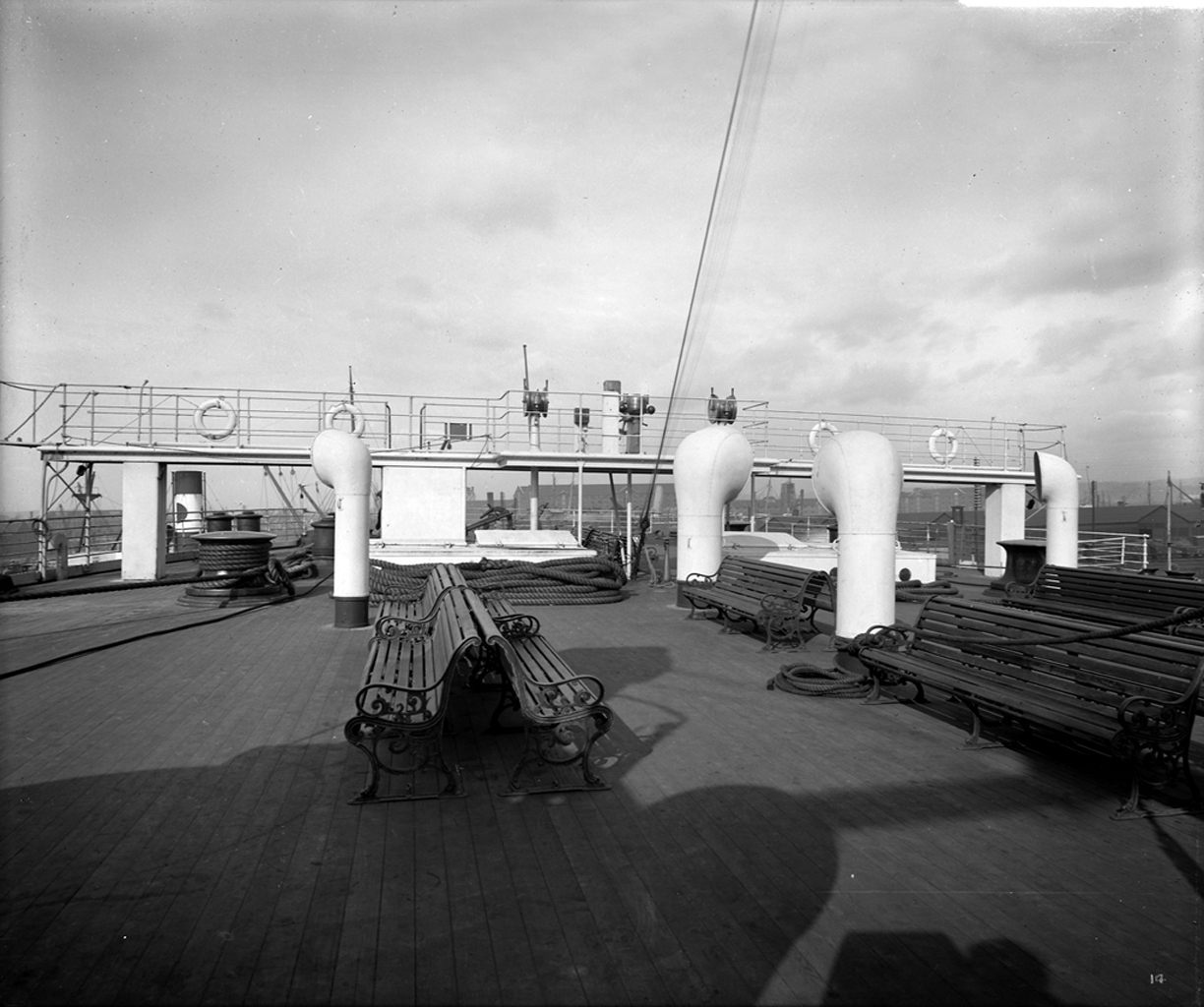
Área de paseo de tercera clase, ubicada en el castillo de popa.
Escalera trasera de tercera clase a bordo del Olympic, idéntica a la del Titanic.
Sala de fumadores de tercera clase en el Olympic, análoga a la del Titanic.
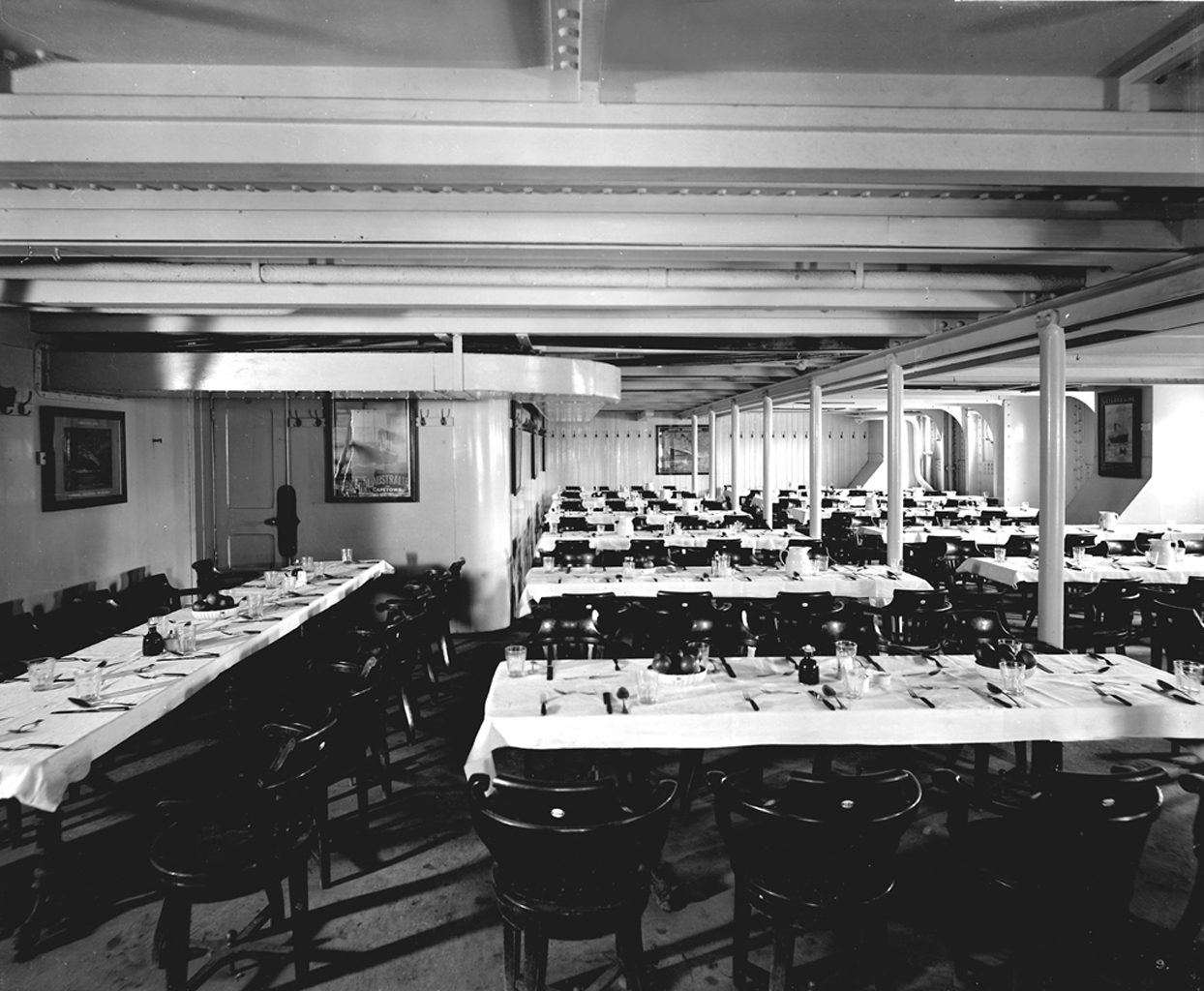
Comedores de tercera clase del Olympic, prácticamente idénticos a los del Titanic.

Había cuatro salas principales para atender a los pasajeros de tercera clase, además del espacio exterior ubicado en las cubiertas de paseo de las secciones de popa y de proa.
Estas áreas comunes fueron diseñadas con una decoración bastante sencilla, enfatizando en la facilidad del mantenimiento y la higiene de las mismas.

#### Comedor

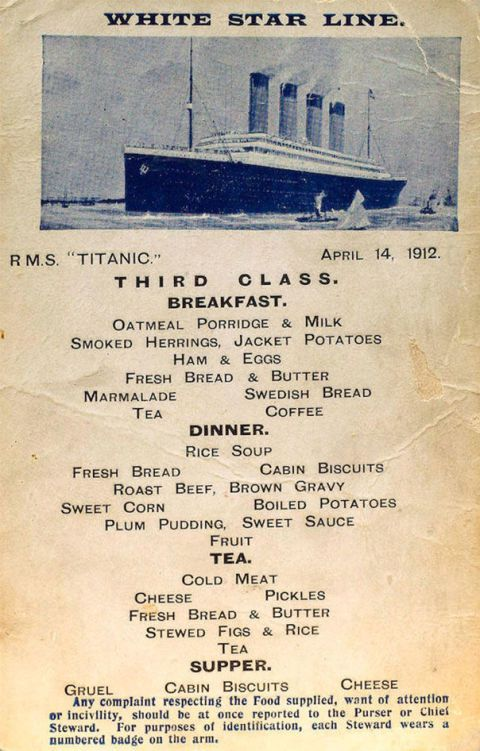
Menú del día de tercera clase para del 14 de abril de 1912.

El comedor estaba ubicado en el centro de la cubierta F, y en realidad eran dos habitaciones separadas por un mamparo estanco. Medía un total de 30,5 metros de largo, y podía acomodar a 473 comensales. Estaba amueblado con sillas de madera sencillas, pero cómodas e independientes y contaba con una buena iluminación natural gracias a los ojos de buey. Sus paredes estaban revestidas con paneles de pino blanco en algunas secciones, sin embargo, el resto permanecieron intactas y se pintaron las paredes de acero en esmalte blanco. Numerosos carteles que anunciaban la incorporación de nuevos barcos de la White Star Line, así como con pósteres de la empresa matriz de esta última, la International Mercantile Marine Company, eran la única decoración que incorporaban las paredes del comedor.
Pese a la condición económica de los pasajeros, se les servían desayunos, comidas, almuerzos y cenas, en los que incluían: Gruel, gachas, arenque ahumado, jamón, huevos, patatas cocidas, sopa de arroz, fiambre, pan, té, café, fruta, queso y galletas marinera.

#### Sala de fumadores y sala general
Bajo el castillo de popa, se encontraban dos áreas de reunión para los pasajeros de tercera clase, la sala general, situada a lo largo del lado de estribor, y la sala de fumadores, que abarcaba a lo largo toda la zona de babor.
Ambas habitaciones presentaban una modesta y sencilla decoración, con paredes revestidas con paneles de pino pintados de blanco, suelo revestido con baldosas de linóleo, y largos bancos de madera para sentarse. 
La sala de fumadores, al igual que las de segunda y primera clase, era de exclusivo uso para los hombres. Contaba con bar propio, escupideras y mesas fijadas al suelo para jugar a las cartas y realizar otras actividades.
La sala general era un espacio de recreación bastante pequeño pero popular para que tanto hombres como mujeres, pudieran interactuar, aunque generalmente bajo la atenta mirada de sus acompañantes. 

La habitación contaba con un piano, y los pasajeros con sus propios instrumentos podían formar bandas para amenizar las veladas. En la noche del hundimiento, se celebró una fiesta en esta sala, que terminó casi una hora antes de que el Titanic colisionara contra el iceberg.

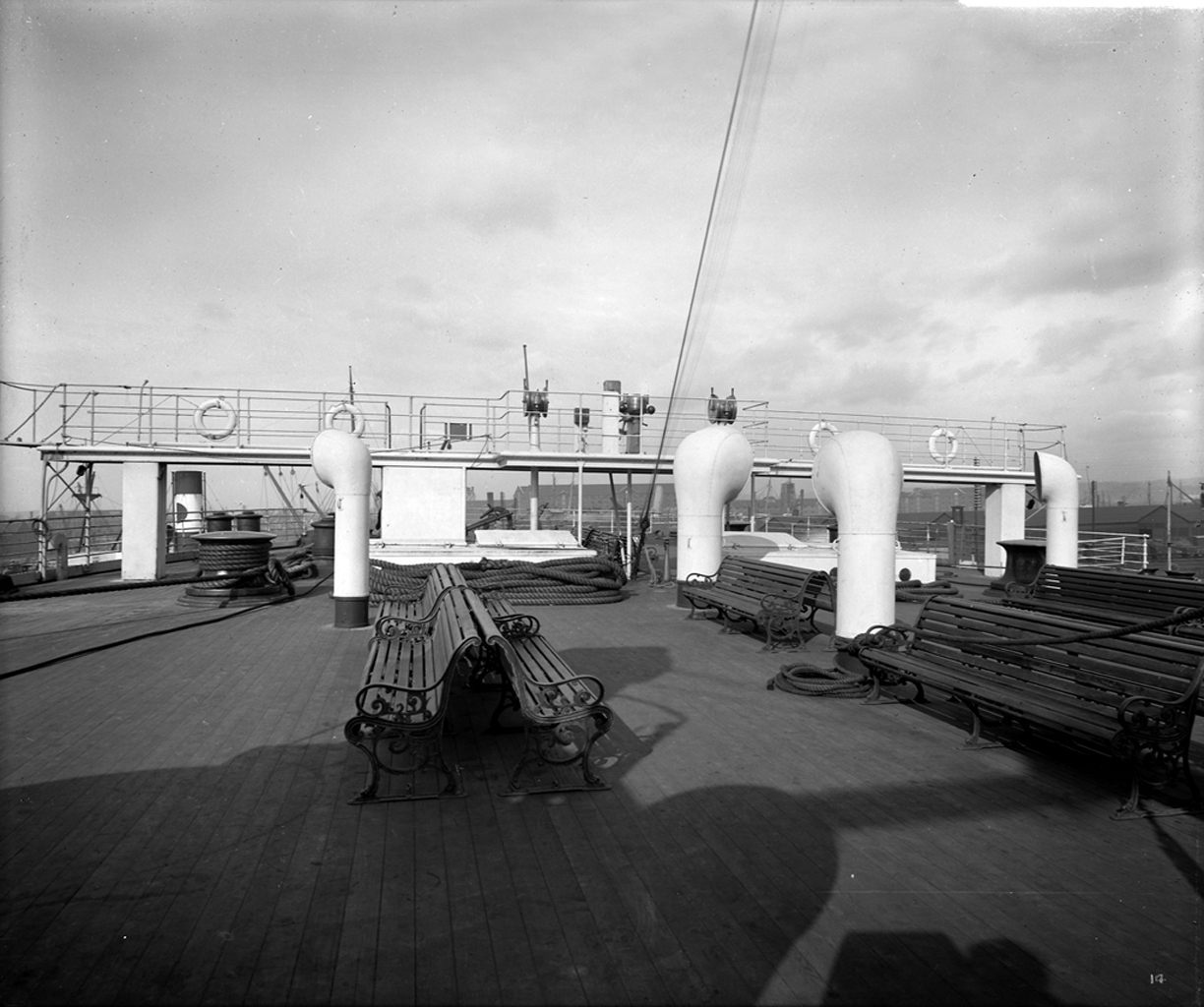
Área de paseo de tercera clase, ubicada en el castillo de popa.
Escalera trasera de tercera clase a bordo del Olympic, idéntica a la del Titanic.
Sala de fumadores de tercera clase en el Olympic, análoga a la del Titanic.
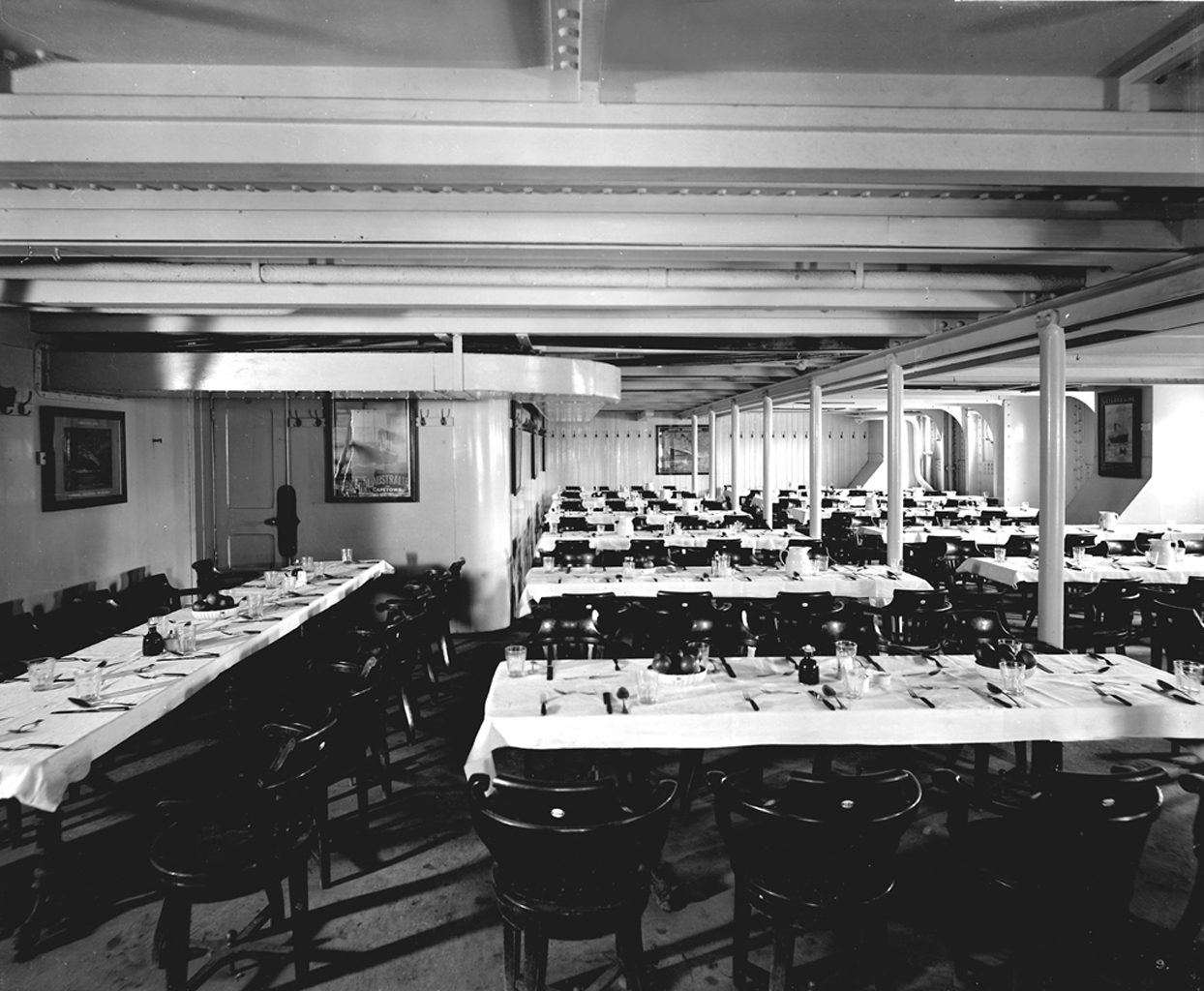
Comedores de tercera clase del Olympic, prácticamente idénticos a los del Titanic.